# MUDSNAIL
MUDSNAIL（マッドスネイル）は、日本の第七創個株式会社から発足したプロダクトデザインチーム。3D-CADをベースとしたデザイン、設計、製造、店舗内装などを手がけるデジタルクリエイティブ集団である。現在ではオリジナルブランドも立ち上げ、不定期ではあるがエキシビジョンなどの場で作品の発表を行っている。

デザイナーの藤本有輝によって2007年に設立された。本社は東京都文京区千石。設立当初から友人数名によるプロダクトデザインチームとして活躍しており、全て独自で研究開発などをし幾度も試行錯誤を繰りかえし現在のチームができあがった。その手法は3D-CADや立体造形用ソフトfreeformを駆使し、基本となる3Dデータの作成による綿密な設計から始まる。その分野もクライアントのファッションアイテムのデザイン、設計、製造、店舗内装を中心に家具やアクセサリー、靴など多岐に渡る。金属、樹脂、木材、繊維、塗料などあらゆる素材を手掛け、その素材自体も自ら開発を行う。

## デザイナー
藤本有輝
1984年東京生まれ。文京区出身。学生時代からファッションに携わり、独自のファッション思考を持ち自由な思考で物づくりを始めた。ファッションのみならずプロダクトとして総合的なデザインを行っており、映像、演出なども採り入れたディレクションも行う。

## 基本コンセプト
デザイナー藤本有輝の基本理念である言葉を引用すると、

大切にしているのは、いつもプロダクトを通じて「一歩先の驚き」を提供することです。僕たちのクリエイションが面白いところって、ものづくりの過程での引出しの多さなんです。今まで服飾技術や3D技術など自分たちで勉強して実践してきたから、プロダクトを作る過程で「できないをできるへ変える知識」がある。今回、この知恵を使う手法が3Dプリント技術であっただけであって、「最先端っぽさ」を重視しているわけではありません。今後また違った手法でプロダクトを出していく可能性もあります。プロダクトも靴やアクセサリーに留まることもありません。

## 沿革
- 2007年 - プロダクトデザインチーム「MUDSNAIL」として設立。
- 2011年 - 第七創個株式会社設立。同社の代表取締役として藤本有輝が就任。同時に同会社のプロダクトデザインチームとして発足する。[3]
- 2014年 - 初のエキシビジョンとなる「Surface Dive」[4]を渋谷PARCOPart1内のぴゃるこ（現ぱりゅこ）にて開催[5]。「ANREALAGE」（アンリアレイジ）のマネキン・靴・インテリアや、「keisuke kanda」（ケイスケカンダ）の女子用プラモデル・和室内装に続き、6月、初のオリジナルアイテムにあたるパンプスとアクセサリーを発売[6]。